# Macgregoromyia perpendicularis
Macgregoromyia perpendicularis är en tvåvingeart som beskrevs av Edwards 1932. Macgregoromyia perpendicularis ingår i släktet Macgregoromyia och familjen storharkrankar. Inga underarter finns listade i Catalogue of Life.